# Stanton (inslagkrater)
Stanton is een inslagkrater op de planeet Venus. Stanton werd in 1994 genoemd naar de Amerikaanse suffragette en burgerrechtenactiviste Elizabeth Cady Stanton (1815-1902).
De krater heeft een diameter van 107 kilometer en bevindt zich in het gelijknamige quadrangle Stanton (V-38).